# واکنش افزایش هالوژن
واکنش افزایش هالوژن(به انگلیسی: Halogen addition reaction) نمونه‌ ای ساده از واکنش‌های آلی است که طی آن یک مولکول هالوژن به پیوند دوگانه کربن -کربن در گروه عاملی آلکن افزوده می‌شود. شکل کلی این فرایند در معادله شیمیایی زیر نشان داده شده است.
C=C + X۲ → X−C−C−X
در زیر نمونه‌ای از این نوع واکنش نشان داده شده است. در این واکنش مولکول اتن (اتیلن) با یک مولکول برم واکنش داده و یک ترکیب برم دار آلی تولید می کند: